# Gliese 163
Gliese 163 è una stella nella costellazione del Dorado distante 49 anni luce dal sistema solare. Si tratta di una debole nana rossa di magnitudine apparente + 11,8, attorno alla quale, nel 2012, sono stati scoperti due pianeti extrasolari, Gliese 163 b e Gliese 163 c. L'anno successivo venne scoperto un terzo pianeta, e nel 2019 una nuova ricerca ha rivelato due ulteriori pianeti presenti nel sistema.
Gliese 163 ha una massa 0,4 volte quella del Sole, un raggio del 46% e una luminosità che è appena un centesimo di quella solare. La temperatura superficiale è attorno ai 3250 K, mentre l'età è stimata essere di 3 miliardi di anni.

## Pianeti
Nel 2012 sono stati scoperti due pianeti, mentre la probabile presenza di un terzo pianeta con orbita più esterna dei primi due è stata confermata nel 2013. Il pianeta più interno ha un periodo orbitale di circa 9 giorni, e una massa poco più di un terzo di quella di Giove, mentre il secondo, Gliese 163 c, orbita in circa 26 giorni all'interno della zona abitabile della stella, ad una distanza media di 0,125 UA. Nel 2019 un nuovo studio ha portato alla scoperta di due ulteriori pianeti nel sistema.
Mentre i primi tre pianeti sono al confine tra le categoria delle super terre e dei mininettuno, il quarto e quinto pianeta, che orbitano rispettivamente a 0,7 e 1 UA dalla stella, hanno masse comparabili a quelle di giganti gassosi come Nettuno. 
Il pianeta c si trova dentro la zona abitabile della stella, zona dentro la quale un pianeta potrebbe avere le giuste condizioni perché sulla superficie esista l'acqua allo stato liquido, condizione necessaria per lo sviluppo di forme di vita complesse.
| Pianeta | Massa            | Periodo orb.      | Sem. maggiore | Eccentricità | Scoperta |
| ------- | ---------------- | ----------------- | ------------- | ------------ | -------- |
| b       | 9,6±2,3 M⊕ M⊕    | 8,63 giorni       | 0,06 UA       | 0,02         | 2012     |
| c       | 7,6+2,9 −2,3 M⊕  | 25,64 giorni      | 0,124 UA      | 0,03         | 2012     |
| f       | 6,8±4,4 M⊕       | 109,5 giorni      | 0,326 UA      | 0,04         | 2019     |
| e       | 13,6+8,2 −6,5 M⊕ | 349+12 −10 giorni | 0,7 UA        | 0,03         | 2019     |
| d       | 20,2±7,6 M⊕      | 604+29 −24 giorni | 1,02 UA       | 0,02         | 2013     |